# Memphis Unlimited
Memphis Unlimited – piąty album studyjny amerykańskiego piosenkarza, wydany w 1973 roku. Jest to jego ostatnia płyta wydana w  wytwórni Back Beat Records.

## Lista utworów
| Nr | Tytuł                                     | Czas |
| -- | ----------------------------------------- | ---- |
| 1  | "I've Been Searching"                     | 2:41 |
| 2  | "Nothing Comes to a Sleeper"              | 3:22 |
| 3  | "The Only Thing That Saved Me"            | 2:36 |
| 4  | "He's My Son (Just the Same)"             | 2:51 |
| 5  | "You Must Believe in Yourself"            | 2:44 |
| 6  | "Lost in the Shuffle"                     | 3:29 |
| 7  | "I’d Rather Be Blind, Crippled and Crazy" | 2:46 |
| 8  | "Please Forgive Me"                       | 4:07 |
| 9  | "Are You Going Where I’m Coming From"     | 3:12 |
| 10 | "Ghetto Child"                            | 3:34 |
| 11 | "Memory Blues"                            | 3:34 |
| 12 | "I’m Going Home (To Live with God)"       | 2:45 |